# Terremoto de Cuba de 2024
El Terremoto de Cuba de 2024 fue un movimiento sísmico ocurrido el 10 de noviembre de 2024 a las 11:49 hora local (16:49 UTC). Tuvo una magnitud de 6.8 Mw. Su epicentro se ubicó en la costa a 40 kilómetros al sur-suroeste de Bartolomé Masó, y ocurrió a una profundidad de 14 kilómetros. Fue el segundo terremoto más fuerte desde el Terremoto de Jamaica de 2020.

## Entorno tectónico
La costa más meridional de Cuba se encuentra adyacente al margen sur de la placa norteamericana. Este límite es una importante falla transformante lateral izquierda (sinistral), la zona de falla Septentrional-Oriente, donde la placa de América del Norte se mueve hacia el oeste con respecto a la microplaca de Gonâve a una velocidad de entre 6 y 11 mm por año. Esta zona de falla forma la parte sísmicamente más activa de Cuba. En 1766, 1932, 1992 y 2020 se produjeron sismos de consideración en el país.

## Terremoto
El terremoto tuvo una intensidad máxima modificada de Mercalli de VII (Muy fuerte), y PAGER estimó que 2,7 millones de personas sintieron intensidades de temblor de V (Moderado), o superiores, y se estimó que la intensidad VII (Muy fuerte) a VIII (Severo), se sintió en Jamaica y el oeste de Haití. Tenía un mecanismo focal correspondiente a un fallamiento de rumbo a lo largo de un plano de rumbo este-oeste con una inclinación abrupta hacia el norte.
Un sismo premonitor tuvo lugar a las 15:50 UTC (10:50 EST), de magnitud 5,9, registrándose también una intensidad Mercalli estimada de VII (Muy fuerte).

## Impacto
Al menos 10 personas resultaron heridas, 156 viviendas fueron destruidas y 474 edificios públicos fueron dañados.
En Cabo Cruz en Granma el Faro Vargas fue dañado, incluso un muelle en Pilón también reportó daños. Se reportaron cortes de electricidad en la ciudad de Santiago de Cuba.
El terremoto se produjo apenas cuatro días después de que el huracán Rafael tocara tierra en el país, provocando un corte de energía en toda la isla que continuó después del terremoto, lo que dificultó a los funcionarios proporcionar información.